# 曼城茶座
曼城茶座（日语：マンハッタンカフェ），為日本純種競賽馬匹。生涯稱霸長途賽事，曾勝出2001年的菊花賞和有馬紀念及2002年春季天皇賞。

## 出賽前
1998年3月5日生於北海道千歲市社台牧場，成長途中於拍賣會中由企業家兼馬主西川清以1億3650萬日圓購入，以社台牧場負責人吉田照哉亦作爲共同馬主擁有部分所有權。
其後交由美浦訓練中心練馬師小島太訓練。

## 競賽生涯

### 3歲
2001年1月29日出戰東京競馬場3歲新馬戰，雖然賽前獲得第二人氣，但由於比賽初段因漏閘留後而僅獲得第三。
2月11日出戰另一場3歲新馬戰，改用先行戰術之下成功於直路衝出並取得首勝。
其後出戰二級賽彌生賞，但賽前因運輸及訓練等原因導致其體重暴減20公斤，受此影響其於比賽途中未能發揮實力，最終落後愛麗速子、Born King及Miscast取得第四。
4月7日出戰杜鵑花賞，在前再度暴減16公斤至生涯最輕的456公斤，因而於比賽途中完全未能發揮任何亮眼表現，失速之下以第十一大敗。
杜鵑花賞進入休養以調整身體，夏季時成功增重46公斤至506公斤，體態外觀亦有明顯好轉的跡象。
8月4日於條件戰富良野特別獲得冠軍後，隨即於8月26日的阿寒湖特別再度以凌厲的姿態擊敗一眾年長對手奪冠。
9月16日出戰菊花賞前哨戰聖烈特紀念，雖然比賽初段保持於有利位置推進，但進入直路後受到好至黏地的影響未能盡力加速，最終被對手超越下而第四完賽。
完成聖烈特紀念後，陣營以菊花賞爲目標，由於考慮到春季時長途運輸對曼城茶座之體態影響過重，因而決定提早於9月30日將其送往栗東訓練中心作準備，並希望可以運用多餘的時間調整其體重及狀態。
10月21日按照計劃出戰菊花賞，由於此次爲其首次出戰一級賽，因而僅獲得第六人氣。比賽開始後，由於其處於第2檔的內檔位置，因而選擇於搶佔內欄位置展開推進，並無視前方Meiner Despot的領放逐步墮後至第十左右。通過第四彎道後，其開始由內欄位置突擊加速，進入直路後善超越前方力弱的Air Eminem及森林寶穴，其後繼續加速爆發末腳，最終於終點線前超過領放的Meiner Despot以1/2馬位奪得首個一級賽冠軍。是次勝利令其成爲了繼1995年摩耶重炮後再一匹首次出戰經典三冠賽就贏得菊花賞的賽駒，亦令其成爲1998年星雲天空以來又一匹贏得菊花賞的關東馬。
短暫放草過後於12月23日出戰有馬紀念，落後於上年度全年無敗、目前一級賽七勝的「世紀末霸王」好歌劇及贏得本年度寶塚紀念的名將戶仁獲得第三人氣。比賽開始後，名將戶仁處於中團外檔位置，好歌劇於中團較後位置推進，而曼城茶座則於未積極搶佔位置下處於後方位置等待時機。通過第三彎道時，面對本次比賽較慢的步速，曼城茶座的騎師蛯名正義選擇提早於此加速，並於進入直路抽出外檔準備。進入直路後，其由於早前外閃的動作導致其望空，最終於外檔爆發末腳之下成功超越前方的好歌劇及名將戶仁，於直路中段亦最過前方領放的快得勝及美國波士，最終以1 1/4馬位贏得第二個一級賽冠軍。順帶一提，本次比賽頭馬爲曼城茶座，二馬則爲美國波士，曼哈頓加上美國的組合正和當年9月11日發生的九一一襲擊事件不謀而合。

### 4歲
2002年3月23日以日經賞爲首戰，雖然賽前成爲第一人氣，但於其中以第六落敗。
4月28日出戰春季天皇賞，比賽初段保持於中團位置追走，並和其餘兩位強敵森林寶穴及成田路處於相仿位置。通過最後直路時候，成田路抽出外檔追擊先頭馬匹造成空隙，此時曼城茶座捉緊機會衝出望空。進入直路後，其因處於有利位置而迅速發力衝刺，成功於最後200米佔先並一直保持優勢直至終點，以頸位擊敗森林寶穴奪冠。其勝出此戰過後，成爲繼日本史上首匹無敗三冠馬魯鐸象徵後第二匹於菊花賞、有馬紀念及春季天皇賞連勝的賽駒。截至2023年7月，此成就仍然僅得此兩匹賽駒達成，下表列出曾經獲得菊花賞及當年有馬紀念勝利的賽駒，並簡短描述過程：
| 年份   | 馬名     | 次年春季天皇賞成績 | 過程概略 | 來源   |
| ------ | -------- | ------------------ | --- | ------ |
| 1984年 | 魯鐸象徵 | 第一名             | 在天皇賞中第三度對上1983年的三冠馬千明代表，魯鐸象徵在最終彎道時衝出並保持優勢直到終點，而千明代表於最終直線衝刺時失速，僅得第五。 | 賽績： |
| 1994年 | 成田拜仁 | 未參賽             | 因傷修養而錯過1995年的春季天皇賞，直到當年秋天才傷癒復出。                                                                         | 賽績： |
| 1995年 | 摩耶重炮 | 第五名             | 在勁敵成田白仁的缺席下參戰，但在最終直線時未能跟上前方馬群，以第五名作收。                                                         | 賽績： |
| 2001年 | 曼城茶座 | 第一名             | 參見2002年賽績 | 賽績： |
| 2011年 | 黃金巨匠 | 第十一名           | 於2012的春季天皇賞時以第一人氣出戰，不料被馬群擋住，未能發揮以往的末腳，以第11名慘敗。                                             | 賽績： |
| 2012年 | 黃金船   | 第五名             | 以第一人氣迎接2013的春季天皇賞，但在最後彎道後的衝刺後繼無力，僅得第五名。                                                         | 賽績： |
| 2016年 | 里見光鑽 | 第三名             | 在2017年的春季天皇賞中，未能趕上強敵北部玄駒的最後衝刺，屈居第三。                                                                 | 賽績： |

春季天皇賞賽後，陣營着手準備遠征法國出戰凱旋門大賽的計劃，雖然馬主之一的西川清反對，但因共同馬主吉田照哉與練馬師小島太處於同一戰線，使得支持與反對數為二比一之下，曼城茶座最終仍然決定前往遠征。然而比賽途中其受到隆尚馬場中被譽爲「隆尚游泳池」的大爛地影響，最終大幅失速之下以包尾第十三名大敗。
賽後陣營認爲其失速的表現異常，因而立即爲其安排詳細檢查，最終發現爲左前腳患有肌腱炎。商討過後陣營決定安排其退役，並於12月22日在中山競馬場舉行退役儀式。

### 詳細賽績
| 日期       | 舉辦國家 | 馬場 | 距離     | 級別 | 賽事名稱   | 負重 | 騎師     | 馬號 | 出馬 | 名次 | 時間     | 頭馬（二馬）      |
| ---------- | -------- | ---- | -------- | ---- | ---------- | ---- | -------- | ---- | ---- | ---- | -------- | ----------------- |
| 2001/01/29 | 日本     | 東京 | 草地2000 |      | 3歲新馬    | 55   | 蛯名正義 | 9    | 15   | 3    | 2:06.5   | 金銀財寶          |
| 2001/02/11 | 日本     | 東京 | 草地1800 |      | 3歲新馬    | 55   | 蛯名正義 | 5    | 16   | 1    | 1:49.8   | （Isao Heat）     |
| 2001/03/04 | 日本     | 中山 | 草地2000 | GII  | 彌生賞     | 55   | 蛯名正義 | 7    | 8    | 4    | 2:06.8   | 愛麗速子          |
| 2001/04/07 | 日本     | 阪神 | 草地2000 |      | 杜鵑花賞   | 55   | 河内洋   | 10   | 16   | 11   | 2:03.7   | Scenography       |
| 2001/08/04 | 日本     | 札幌 | 草地2600 |      | 富良野特別 | 54   | 蛯名正義 | 6    | 12   | 1    | 2:43.5   | （Springen）      |
| 2001/08/26 | 日本     | 札幌 | 草地2600 |      | 阿寒湖特別 | 54   | 蛯名正義 | 3    | 12   | 1    | 2:43.1   | （Tosen Thunder） |
| 2001/09/16 | 日本     | 中山 | 草地2200 | GII  | 聖烈特紀念 | 56   | 二本柳壯 | 14   | 16   | 4    | 2:13.8   | Shinko Calido     |
| 2001/10/21 | 日本     | 京都 | 草地3000 | GI   | 菊花賞     | 57   | 蛯名正義 | 2    | 15   | 1    | 3:07.2   | （Meiner Despot） |
| 2001/12/23 | 日本     | 中山 | 草地2500 | GI   | 有馬紀念   | 55   | 蛯名正義 | 4    | 13   | 1    | 2:33.1   | （美國波士）      |
| 2002/03/23 | 日本     | 中山 | 草地2500 | GII  | 日經賞     | 58   | 蛯名正義 | 8    | 8    | 6    | 2:37.5   | 活機寶            |
| 2002/04/28 | 日本     | 京都 | 草地3200 | GI   | 春季天皇賞 | 58   | 蛯名正義 | 4    | 11   | 1    | 3:19.5   | （森林寶穴）      |
| 2002/10/06 | 法國     | 隆尚 | 草地2400 | GI   | 凱旋門大賽 | 59.5 | 蛯名正義 | 8    | 16   | 13   | 紀錄缺失 | 馬威霸            |

## 退役後
退役後曼城茶座於北海道早來町（今安平町）社台Stallion Station休養，在2003年進行配種。首批子嗣於2004年出生。首批子嗣可於2006年出賽。2007年9月29日，Oriental Rock在札幌兩歲錦標取勝，成爲首匹勝出分級賽的子嗣。2009年5月10日，咖啡寶於NHK一哩賽取得勝利，成爲首匹勝出一級賽的曼城茶座子嗣。縱貫其配種生涯，其子嗣成績非常優秀，亦於不同賽場表現良好，使得其於同父馬愛麗速子在2009年急死後且大震撼子嗣尚未活躍前成功擔起了週日寧靜系後繼種馬的大旗。而其作爲母父之表現亦異常優秀，如於泥地賽事活躍的宏觀角度和名將飛燕、及贏得2023年東京優駿（日本打吡）的鍵琴高奏均爲其外孫。
2015年8月13日，其於放草途中因腹腔瘤死亡，享年17歲。

### 主要子嗣

#### 一級賽優勝子嗣
粗體字為一級賽
2006年生
- 咖啡寶（獵鷹錦標、NHK一哩賽、絲路錦標）
- 紅色夢想（秋華賞、 麥通第三輪挑戰賽）

2007年生
- 萬千寵愛（產經大阪盃、春季天皇賞）

2008年生
- 果釀醇酒（日本泥地打吡、東海錦標、二月錦標）

2012年生
- 皇后寶戒（雌馬賽、京都牝馬錦標、府中牝馬錦標、女皇伊利沙伯二世盃）

#### 分級賽優勝子嗣
2004年生
- Manhattan Sky（福島紀念）
- Seraphic Romp（兩次愛知盃）
- 都市魅力（海洋錦標）

2005年生
- Red Agate（花仙錦標）
- Meisho Qualia（京都新聞盃）
- Oriental Rock（札幌兩歲錦標）

2006年生
- Fumino Imagine（福島牝馬錦標、人魚錦標、愛知盃、札幌紀念）
- T M Aurora（府中牝馬錦標）
- A Shin Moreover（兩次名古屋大獎賽、兩次白山大賞典）
- Antonio Barows（新山紀念）
- Best Member（京都新聞盃）
- 至尊無上（神戶新聞盃）

2007年生
- Hansode Bando（共同通信盃）
- Gestalt（京都新聞盃）
- Aroma Cafe（日經電台賞）
- San Diego City（札幌兩歲錦標）
- 禮貌周到（新山紀念、東京新聞盃、打吡公爵挑戰盃、函館短途錦標）

2008年生
- 湘南聲威（產經大阪盃）
- Trend Hunter（百花盃）

2009年生
- Meisho Columbo（兵庫金盃、名古屋大賞典）
- 忘情棄愛（函館紀念）

2011年生
- Madrid Cafe（京都跳欄賽）

2012年生
- Sing with Joy（花仙錦標、綠松石錦標）
- 薑味烈酒（如月賞、葉森盃、每日王冠、產經賞）

2013年生
- 意式甜釀（日經賞、美國賽馬會盃、阪神大賞典）

2014年生
- 帆船競賽（如月賞）
- Queen Mambo（關東橡樹大賽、雌馬預賽）
- 赤映天（CBC賞、北九洲紀念）
- 銀金彈丸（京都新聞盃）
- 仙女恩典（京都牝馬錦標）

2015年生
- Meisho Tekkon（日經電台賞、日經賞）

## 血統簡介
父系週日寧靜是美國三冠賽雙料冠軍馬，退役後在日本配種，在日本馬壇相當成功，贏得多項分級賽事，其子嗣贏得巨額獎金，連續12年成為日本冠軍種馬。祖父Halo為美國賽駒，曾贏得一級賽冠軍，是美國冠軍種馬。
母系Subtle Change是愛爾蘭賽駒，生涯戰績不俗，曾勝出當地表列賽。外祖父Law Society是美國生產的愛爾蘭賽駒，生涯戰績優秀，曾勝出愛爾蘭打吡。

### 血統表
| 父線：週日寧靜系（Halo系）              |                                |                 |                   |
| 種馬 週日寧靜 1986年（棕色）            | Halo 1969年（棕色）            | Hail to Reason  | Turn-to           |
| 種馬 週日寧靜 1986年（棕色）            | Halo 1969年（棕色）            | Hail to Reason  | Nothirdchance     |
| 種馬 週日寧靜 1986年（棕色）            | Halo 1969年（棕色）            | Cosmah          | Cosmic Bomb       |
| 種馬 週日寧靜 1986年（棕色）            | Halo 1969年（棕色）            | Cosmah          | Almahmoud         |
| 種馬 週日寧靜 1986年（棕色）            | Wishing Well 1975年（棗色）    | Understanding   | Promised Land     |
| 種馬 週日寧靜 1986年（棕色）            | Wishing Well 1975年（棗色）    | Understanding   | Pretty Ways       |
| 種馬 週日寧靜 1986年（棕色）            | Wishing Well 1975年（棗色）    | Mountain Flower | Montparnasse      |
| 種馬 週日寧靜 1986年（棕色）            | Wishing Well 1975年（棗色）    | Mountain Flower | Edelweiss         |
| 繁殖雌馬 Subtle Change 1988年（深棗色） | Law Society 1982年（深棗色）   | 聲稱            | Hoist the Flag    |
| 繁殖雌馬 Subtle Change 1988年（深棗色） | Law Society 1982年（深棗色）   | 聲稱            | Princess Pout     |
| 繁殖雌馬 Subtle Change 1988年（深棗色） | Law Society 1982年（深棗色）   | Bold Bikini     | Boldnesian        |
| 繁殖雌馬 Subtle Change 1988年（深棗色） | Law Society 1982年（深棗色）   | Bold Bikini     | Ran-Tan           |
| 繁殖雌馬 Subtle Change 1988年（深棗色） | Santa Luciana 1973年（深棗色） | Luciano         | Henry the Seventh |
| 繁殖雌馬 Subtle Change 1988年（深棗色） | Santa Luciana 1973年（深棗色） | Luciano         | Light Arctic      |
| 繁殖雌馬 Subtle Change 1988年（深棗色） | Santa Luciana 1973年（深棗色） | Suleika         | Ticino            |
| 繁殖雌馬 Subtle Change 1988年（深棗色） | Santa Luciana 1973年（深棗色） | Suleika         | Schwarzblaurot    |
| 雌系：Schwarzgold系（號族：16-c）       |                                |                 |                   |
| 五代內近親交配：無                      |                                |                 |                   |

## 命名由來
名字中，Manhattan（マンハッタン）即是美國紐約州紐約市曼哈頓行政區，香港因受四字馬名上限，而翻譯为「曼城」，Cafe（カフェ）是馬主之一西川清的冠名，意思是咖啡廳，香港則以雅稱「茶座」作为翻譯。

## 流行文化
- 為遊戲及動畫《賽馬娘 Pretty Derby》中的角色，角色配音為小倉唯。
- 曾在關西電視台製作的，以社台集團創辦人為題材的電視劇《命運的相會 純種之夢》中，因外貌相似而被安排扮演其父系週日寧靜。

## 外部連結
- 五代血統表：Netkeiba.com （页面存档备份，存于）、JBIS Search （页面存档备份，存于）、Pedigreequery.com （页面存档备份，存于）、Sporthorsedata.com （页面存档备份，存于）